# Karlstein am Main
Karlstein am Main település Németországban, azon belül Bajorországban. Lakosainak száma 8125 fő (2023. december 31.). Karlstein am Main Johannesberg, Kleinostheim, Mainhausen, Seligenstadt, Kahl am Main és Alzenau in Unterfranken községekkel határos.

## Népesség
A település népessége az elmúlt években az alábbi módon változott:
| Lakosok száma | 6644 | 7056 | 8045 | 7942 | 7905 | 7968 | 8066 | 8142 | 8031 | 8125 |
|               | 1970 | 1987 | 2010 | 2012 | 2013 | 2015 | 2016 | 2019 | 2021 | 2023 |